# Henry Plée

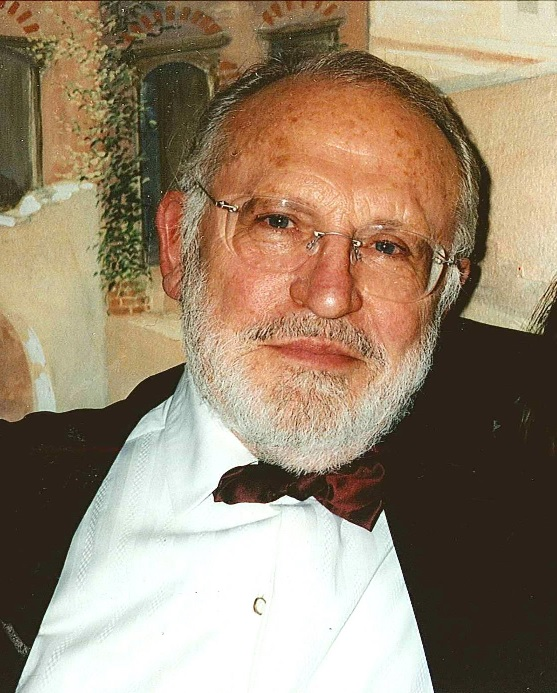
Henry Plée (Januar 1995)

Henry Plée (* 24. Mai 1923 in Arras, Frankreich; † 19. August 2014 in Paris, Frankreich) war ein französischer Karatepionier und Inhaber des 10. Dan.
1946 begann er in Japan mit dem Karateunterricht bei Rikutaro Fukuda, einem direkten Schüler von Meister Funakoshi Gichin (Begründer des Shōtōkan-Stils). Im Jahr 1953 gründete er sein Dōjō in der Rue de la Montagne-Sainte-Genevieve, in Paris und lehrte dort die japanischen Kampfkünste Judo, Karate, Aikidō und Kendō. Er war nach dem Zweiten Weltkrieg Lehrer von Jacques Delcourt. Einer seiner Schüler war von 1958 bis 1959 Jean Chalamon, Shihan des Kampfkunstverbandes Kokusai Butokukai.

## DVDs
- Henry Plée: Séminaire de demystification martiale – volume 1, 2010 (französisch)
- Henry Plée: Séminaire de demystification martiale – volume 2, 2011 (französisch)

## Einzelnachweis
- Biografie von Jean Chalamon

| Personendaten    | Personendaten               |
| ---------------- | --------------------------- |
| NAME             | Plée, Henry                 |
| KURZBESCHREIBUNG | französischer Karatepionier |
| GEBURTSDATUM     | 24. Mai 1923                |
| GEBURTSORT       | Arras, Frankreich           |
| STERBEDATUM      | 19. August 2014             |
| STERBEORT        | Paris, Frankreich           |